# Joaquim Carril de Monasterio
Joaquim Carril de Monasterio (Puigcerdá, 23 de enero de 1884-Barcelona, 2 de abril de 1948) fue un futbolista español que jugó como defensa en el RCD Espanyol. Posteriormente trabajó como árbitro Fue descrito como un defensor que no se acobardaba en absoluto ante los delanteros.

## Carrera como jugador

### RCD Espanyol
Joaquim Carril nació el 23 de enero de 1884 en Puigcerdá, provincia de Gerona, pero fue en Barcelona donde empezó a jugar al fútbol. En 1900, Carril, de 16 años, junto con Ángel Rodríguez Ruiz y otros jóvenes universitarios, fundó la Sociedad Española, hoy conocida como RCD Espanyol, y a pesar de su tierna edad, fue nombrado el primer capitán del club.  Junto con Ángel Ponz, Luciano Lizárraga, Telesforo Álvarez y los fundadores del club Octavi Aballí y Rodríguez, representó al Espanyol en el primer club español en ganar un título oficial, la Copa Macaya de 1900-01, que fue la primera competición de fútbol disputada en la Península ibérica. También jugó en las siguientes dos ediciones de la competición, ganando la tercera edición en 1902-03, el primer título de la historia del club. En total, disputó 12 partidos en la Copa Macaya.
Luego, Carril ayudó a Español a ganar la primera edición del Campeonato de Cataluña en 1903-04. Se mantuvo fiel al club hasta 1905, cuando el Español tuvo que suspender sus actividades por falta de jugadores ya que la mayoría eran estudiantes universitarios que se matricularon para estudiar en universidades fuera de Cataluña en el curso 1905-06. La mayoría de los jugadores restantes, entre ellos él, Ángel Ponz, y el guardameta Pedro Gibert, se incorporaron a las filas del X Sporting Club.

### X Sporting Club
Junto con Gibert, Ponz y los hermanos Massana (Santiago y Alfredo), Carril ayudó a X a ganar el campeonato catalán tres veces seguidas entre 1906 y 1908. Por su carácter serio y enérgico además de ser un gran conocedor de las reglas del fútbol, fue elegido capitán del equipo. En enero de 1909, el Espanyol fue relanzado efectivamente como Real Club Deportivo Espanyol, nombre que todavía se mantiene hoy en día. En la temporada 1908-09 sólo disputó partidos amistosos con el Español antes de decidir colgar las botas.

### Carrera internacional
En 1902 y 1903, Carril jugó varios partidos con el equipo de la ciudad de Barcelona.
El 13 de abril de 1904, Carril hizo su debut con la selección catalana, en su segundo partido de siempre, que terminó con una derrota por 2-3 ante el Sportsmen's Club. El mes siguiente, el 29 de mayo, Carril jugó con el Espanyol contra Cataluña, ayudando a su equipo a conseguir una victoria por 4-1.
El 17 de enero de 1905, Carril volvió a ser internacional con Cataluña, jugando contra el Sportsmen's Club en el campo del Espanyol, el Hospital Clínic, jugando en defensa junto a Miguel Morris y el partido acabó con resultado desconocido. El 13 de mayo de 1906, jugó con Cataluña contra el Madrid FC en el campo del Barça, ayudando a su equipo a ganar por 5-2.

## Honores
RCD Espanyol
- Copa Macaya:
  - Campeones: 1902–03
- Copa Barcelona :
  - Subcampeón: 1902–03
- Campeonato de Cataluña:
  - Campeones: 1903–04

X Sporting Club
- Campeonato de Cataluña:
  - Ganadores (3) 1905–06, 1906–07 y 1907–08